# Dalekie (gromada)
Dalekie – dawna gromada, czyli najmniejsza jednostka podziału terytorialnego Polskiej Rzeczypospolitej Ludowej w latach 1954–1972.
Gromady, z gromadzkimi radami narodowymi (GRN) jako organami władzy najniższego stopnia na wsi, funkcjonowały od reformy reorganizującej administrację wiejską przeprowadzonej jesienią 1954 do momentu ich zniesienia z dniem 1 stycznia 1973, tym samym wypierając organizację gminną w latach 1954–1972.
Gromadę Dalekie z siedzibą GRN w Dalekim utworzono – jako jedną z 8759 gromad na obszarze Polski – w powiecie ostrowskim w woj. warszawskim, na mocy uchwały nr VI/10/11/54 WRN w Warszawie z dnia 5 października 1954. W skład jednostki weszły obszary dotychczasowych gromad Adamowo, Dalekie, Kalinowo, Sieczychy, Zamość i Zygmuntowo ze zniesionej gminy Długosiodło oraz obszar dotychczasowej gromady Jaszczułty ze zniesionej gminy Brańszczyk w tymże powiecie. Dla gromady ustalono 18 członków gromadzkiej rady narodowej.
1 stycznia 1956 gromada weszła w skład nowo utworzonego powiatu wyszkowskiego w tymże województwie.
31 grudnia 1961 gromadę zniesiono, włączając jej obszar do gromad: Chrzczanka Włościańska (wsie Adamowo, Sieczychy i Zygmuntowo) i Białebłoto-Kobyla (wsie Dalekie, Jaszczułty, Kalinowo i Zamość) w tymże powiecie.